# Мюллер, Анна-Мария
Анна-Мария Мюллер (нем. Anna-Maria Müller; 23 февраля 1949, Фридрихрода, ГДР — 23 августа 2009, Берлин, Германия) — немецкая саночница, выступавшая за сборную ГДР в конце 1960-х — начале 1970-х годов. Принимала участие в двух зимних Олимпийских играх и завоевала золотую медаль игр 1972 года в Саппоро в программе женских одиночных заездов. Четырьмя годами ранее на играх в Гренобле тоже выступала весьма успешно (после первых заездов шла на втором месте), однако во время перерыва, связанного с неподходящими погодными условиями, её уличили в разогреве полозьев, используемых для управления санями на льду и манёвров вниз по трассе), что по правилам было запрещено. В результате спортсменку вместе с её соотечественницами Ортрун Эндерляйн (первое место) и Ангелой Кнёсель (четвёртое место) дисквалифицировали, лишив тем самым потенциальных медалей.
Анна-Мария Мюллер является также обладательницей серебряной медали чемпионата мира 1969 года, проходившего в Кёнигсзее. Спортсменка дважды получала подиум чемпионатов Европы, в том числе была первой на соревнованиях 1970 года в Хаммарстранде и второй на турнире 1972 года в Кёнигсзее.
После победы на зимних Олимпийских играх в Саппоро Мюллер объяснила своё увлечение санным спортом тем, что «этот вид спорта помогает достичь гармонии в противовес её работе фармацевтом».